# Erysimum andrzejowskianum
Erysimum andrzejowskianum là một loài thực vật có hoa trong họ Cải. Loài này được DC. mô tả khoa học đầu tiên năm 1821.